# Alfredo Gaspar
Alfredo José Ribeiro Gaspar (Lisboa, 29 de Maio de 1949 - Lisboa, 16 de Agosto de 2002) foi um  Advogado português. Era filho do Advogado e Professor de Direito Dr. José Maria Gaspar. Nasceu na freguesia de Alcântara, em Lisboa, onde fez os seus estudos primários e secundários, então chamados “Curso Geral dos Liceus” (5º ano) e “Curso Complementar” (7º ano). Licenciou-se em Direito na Faculdade de Direito da Universidade de Lisboa em 1971 e se inscreveu como Advogado a 17 de Julho de 1973. A sua actividade ao serviço da Ordem dos Advogados foi intensa, sendo Presidente Honorário do Conselho Distrital de Lisboa.
Ele foi um dos fundadores da Associação Portuguesa dos Jovens Advogados, tornando-se Presidente da Direcção e posteriormente Presidente da Assembleia Geral. Fundou também a Amnistia Internacional - Secção Portuguesa - e foi o primeiro Presidente da Assembleia Geral. Alcançou projecção internacional como membro do Lawer's Group da Amnistia Internacional e foi ainda ainda Presidente da Liga Portuguesa dos Direitos do Animal e Presidente do Conselho Jurídico da Internacional League for Animal Rights.

## Ordem dos Advogados
Foi eleito vogal do Conselho Distrital de Lisboa no triénio de 1981/1983 e integrou a Comissão dos Direitos Humanos da Ordem dos Advogados de 1981 a 1983. Foi Presidente do Conselho Distrital de Lisboa da Ordem dos Advogados, no triénio 1987/1989, e por duas vezes candidato a Bastonário; a última delas para o triénio de 1999/2001, eleição que viria a perder para o Bastonário Pires de Lima.

## Publicações
- O Crime de Maus-Tratos a Animais, 1986.
- O Advogado e a Sua Liberdade de Expressão nos Tribunais, Coimbra Editora, 1994.
- Estatuto da Ordem dos Advogados Anotado, 1985.
- Instituições da Retórica Forense, com um apêndice sobre A Arte de Perguntar, Coimbra, Minerva, 1998.
- A Anarquia perante os Tribunais, de Pietro Gori, Prefácio de Alfredo Gaspar, Coimbra, Centelha, 1984.
- Acto de gestão privada e acto de gestão pública e competência jurisdicional, Sep. Rev. Scientia Jurídica, Braga Livros Cruz, 1983.
- Associativismo Profissional, Alfredo Gaspar, Associação Portuguesa dos Jovens Advogados, 1981.

## Alegações forenses e discursos
- Os Advogados não se calarão, Conselho Distrital de Lisboa, 25 de março de 1988.
- A Consciência das Nossas Togas, Assembleia Gera extraordinária da Ordem dos Advogados, 10 de dezembro de 1988.
- Uma sentença de mata, esfola e dependura e algumas questões de direito processual penal, em matéria de emissão de cheques sem provisão e alegação em recurso criminal, oferecida pelo advogado Alfredo Gaspar, Supremo Tribunal de Justiça.
- O caso do Doutor Vítor Carreto Ribeiro ou uma perseguição impiedosa, implacável, colossal, a um advogado do crime!, Alegações de defesa do Dr. Vítor Carreto Ribeiro no Tribunal da Lourinhã.
- Falsificação sem interesse e a verdade em direito penal, Alegações do Dr. Alfredo Gaspar.
- O caso José Luís Maya Telletxea e um julgamento apaixonado da Relação de Lisboa, Alegação para o Supremo, em autos de extradição, Alfredo Gaspar, Lisboa, Minigráfica, 1997.